# Roman Kosecki
Roman Jacek Kosecki nascut el 15 de febrer 1966 a Piaseczno, és un exfutbolista polonès.

## Biografia
Va començar la seva carrera en el MKS Mirków el 1980. Tres anys després va fitxar per l'Ursus per un següent període de tres anys. Va jugar per a dos clubs de Varsòvia, el Gwardia i el Legia, abans del seu traspàs al Galatasaray SK. Allí va jugar per a un any (38 partits i 19 gols) i el 1992 va abandonar Istanbul i va fitxar pel Club Atlético Osasuna. De 1993 fins a 1995 va ser un jugador de l'Atlètic de Madrid. El seu següents clubs van ser el FC Nantes i el Montpeller HSC de França. Va acabar la seva carrera a Chicago, en el Fire, on va fer el primer gol de la història del club davant el Miami Fusion.
En la selecció polonesa va jugar 69 partits (1988-1995) i va marcar 19 gols.
El 2001 va fundar un club juvenil de futbol, Kosa Konstancin. A l'octubre de 2005 va ser triat per al Sejm pel partit Civic Platform.